# 고려도인
고려도인(高麗道人, ?~?)은 고구려의 승려이다.

## 참고 자료
- 王飛峰 (2020년 3월 27일). 《三燕高句麗蓮華文瓦当の出現およびその関係》. 奈良文化財研究所学報 : 東アジア考古学論叢 2 (98). 奈良文化財研究所. 다음 글자 무시됨: ‘和書’ (도움말)